# Maria Salomé Schweppenhäuser

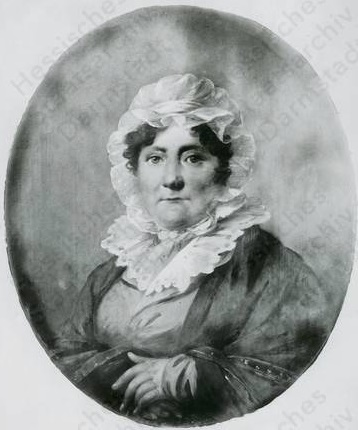
Maria Salomé Schweppenhäuser

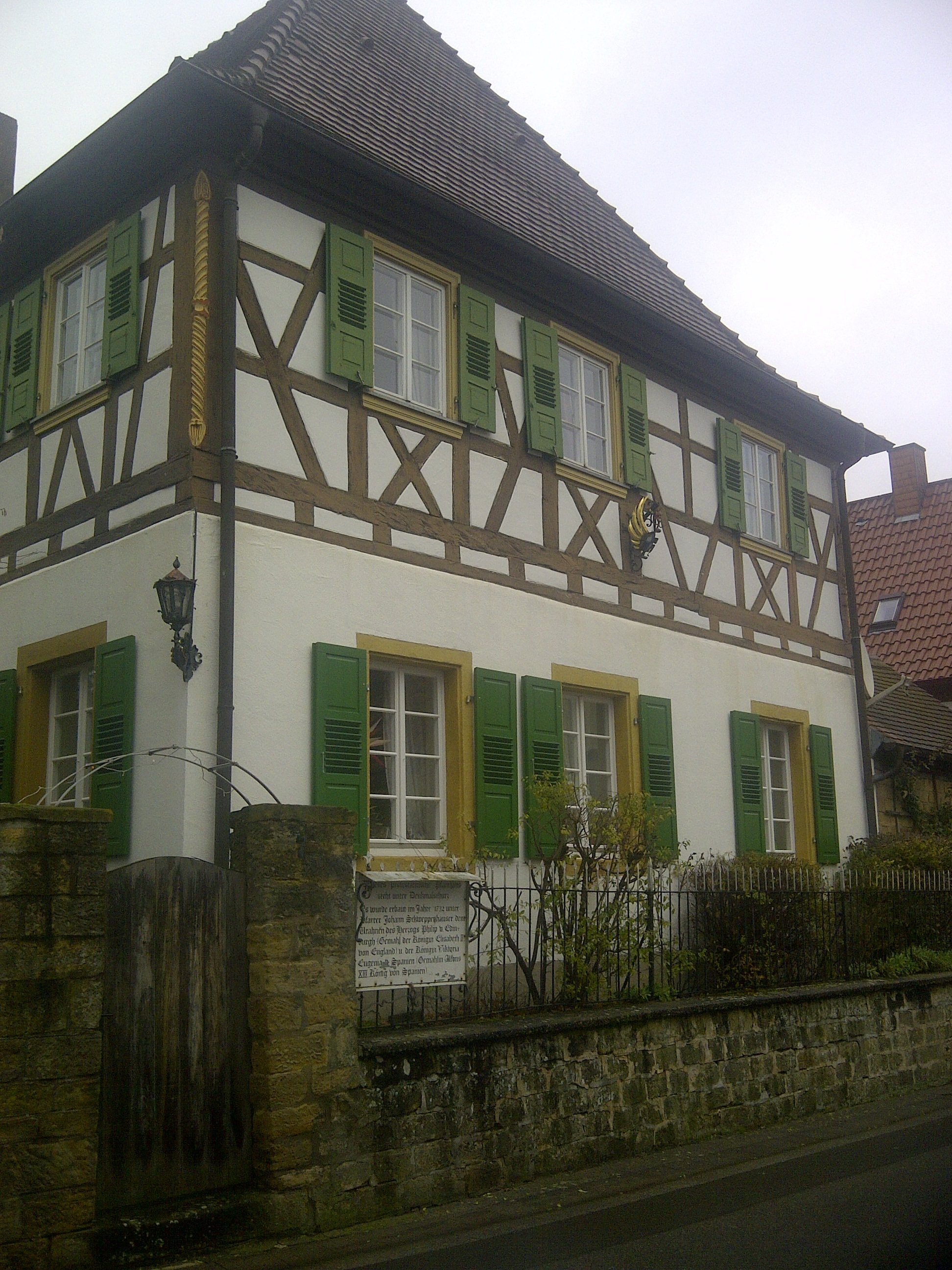
Antiga Reitoria Protestante em Oberotterbach, construída a 1732.

Maria Salomé Schweppenhäuser (Rechtenbach, 29 de novembro de 1755 – Varsóvia, 5 de setembro de 1833) foi uma dama de companhia e antepassada de inúmeros monarcas.

## Biografia
Era filha de Heinrich Wilhelm Schweppenhäuser, um padre protestante de Oberotterbach, e de Charlotte Philippine Westermann, camareira na corte de Darmstadt. Em 1773 casou-se com Friedrich Karl Emanuel von Hauke (1737–1810), com quem teve sete filhos, e como ele é ancestral das atuais gerações das famílias reais britânica e espanhola.
Friedrich e Maria Salomé tiveram os seguintes filhos:
- Christina Frederica (1774-1823), casou-se com o general Józef Hurtig.
- Hans Moritz (1775-1830), conde-general, pai de Júlia de Hauke.
- Caroline Louise (1777–1858), casou-se com Karol Lessel.
- Louis Augustus (1779–1851), pai do general Aleksander Jan Hauke.
- Amelia (1783–1875)
- Christiane (1785–1803)
- Joseph Henry (1790–1837), conde-general, pai do conde Józef Hauke-Bosak.

Após a morte de seu pai, Maria Salomé foi dama de companhia da condessa Carolina do Palatinado-Zweibrücken.
No século XX, alguns descendentes de Maria Salomé foram consortes de três soberanos europeus:
- Vitória Eugênia de Battenberg - Rainha da Espanha, consorte de Afonso XIII da Espanha.
- Luísa Mountbatten - Rainha da Suécia, consorte de Gustavo VI Adolfo.
- Filipe da Grécia e Dinamarca, marido de Isabel II do Reino Unido e filho da princesa Alice de Battenberg.